# هویه (فلاورجان)
روستای هویه (فلاورجان)، روستایی از توابع بخش مرکزی شهرستان فلاورجان در استان اصفهان ایران است.این روستا دارای دبیرستان می باشد.

## تاریخچه روستای هویه
روستای هویه در شمال شهرستان فلاورجان و ده کیلومتری جنوب غربی شهر اصفهان با جمعیتی معادل ۲۵۷۰ نفر یکی از قدیمی‌ترین روستاهای این استان به‌شمار می‌آید.
پس از فتح بابل، در سال ۵۳۸ قبل از میلاد و پایان اسارت قوم یهود، عده‌ای به وطن بازگشتند و برخی در بابل ماندند و به شغل تجارت پرداختند. بین سالهای ۵۳۵ تا ۵۲۴ قبل از میلاد مهاجرتهای بزرگی از جنوب بابل به شوش و اهواز و پاسارگاد و اکباتان صورت گرفت و چون پادشاه ایران پیوسته از قوم یهود طرفداری می‌کرد این قوم بیشتر در نزدیکی‌های مقرّ حکومت شاهان ایران مانند استان فارس، استان همدان و حوالی تخت جمشید که در دوران هخامنشیان پایتخت ایران بوده زندگی می‌نمودند، و به احتمال قوی یهودیان اصفهان نیز از همین مناطق به اصفهان آمده‌اند.
پیش بینی می‌شود گروهی از مهاجران یهود قبل از ورود خود به اصفهان این محل را که از حیث موقعیت جغرافیایی و نیز حاصلخیزی برتر بود به عنوان خانه ی خود انتخاب کرده باشند. در منابع شفاهی که سینه به سینه و نسل به نسل منتقل شده اند گفته می‌شود که این مهاجرین از نوادگان حضرت یعقوب(ع) بوده که به این سرزمین کوچ نموده اند و پس از ورود به این محل در ضلع جنوبی آن و در شمال قبرستان کنونی، خانه‌های خود را بنا کرده‌اند. این خانه‌ها در سالهای متمادی در اثر زلزله یا حوادث طبیعی از بین رفته و دیگر اثری از آنان باقی نمانده‌است. نام هویه برآمده از نام گروهی از اولین یهودیان بوده که آن را در ابتدا یهودیه می نامیدند و سپس به هویه تغییر نام یافته‌است.
در کاوش‌های باستانشناسی در محل قدیمی قبرستان روستا، گونه‌هایی از ظروف کشف گردیده که قدمت آن حداقل به ۱۰۰۰-۱۲۰۰ سال قبل و پیش از حمله اعراب بر میگردد و موید این مطلب هستند. همچنین کشف گورهایی به صورت ایستاده، سنگ نبشته‌های به خط عبری و دیگر آثار بدست آمده از این روستا، وجود تمدن را در زمان ورود یهودیان به این سرزمین به اثبات می رساند.
در زمان ورود اسلام و حمله اعراب به ایران، نام روستا از یهودیه به هویه تغییر می یابد. در آن زمان تعداد ساکنین این محل بسیار کم بوده‌اند. این وضع تا زمان حکومت صفویان رواج داشته‌است. نقطه عطف تاریخ هویه به زمان حکومت صفویان و قاجار باز میگردد. در آن زمان مردی به نام میرزا بوجار( که حاج نوروز علی کریمی که از بزرگان و کدخدای این روستا بوده است از نوادگان ایشان محسوب می‌شود) از منطقه معروف به سه ده اصفهان به این مکان کوچ کرده و در این محل سکنی می گزیند. در حال حاضر بیشترین ساکنان روستا از نوادگان میرزا بوجار معروف هستند.

## جمعیت
این روستا یکی از توابع فلاورجان است و براساس سرشماری مرکز آمار ایران در سال ۱۳۸۵، جمعیت آن ۲٬۶۷۸ نفر (۷۱۶خانوار) بوده‌است.